# NGC 5511A
NGC 5511A (другие обозначения — MCG 2-36-51, ZWG 74.142, VV 299, 8ZW 382, PGC 50778) — галактика в созвездии Волопас.
Этот объект не входит в число перечисленных в оригинальной редакции «Нового общего каталога» и был добавлен позднее.